# Kuryłowicze (rejon miorski)

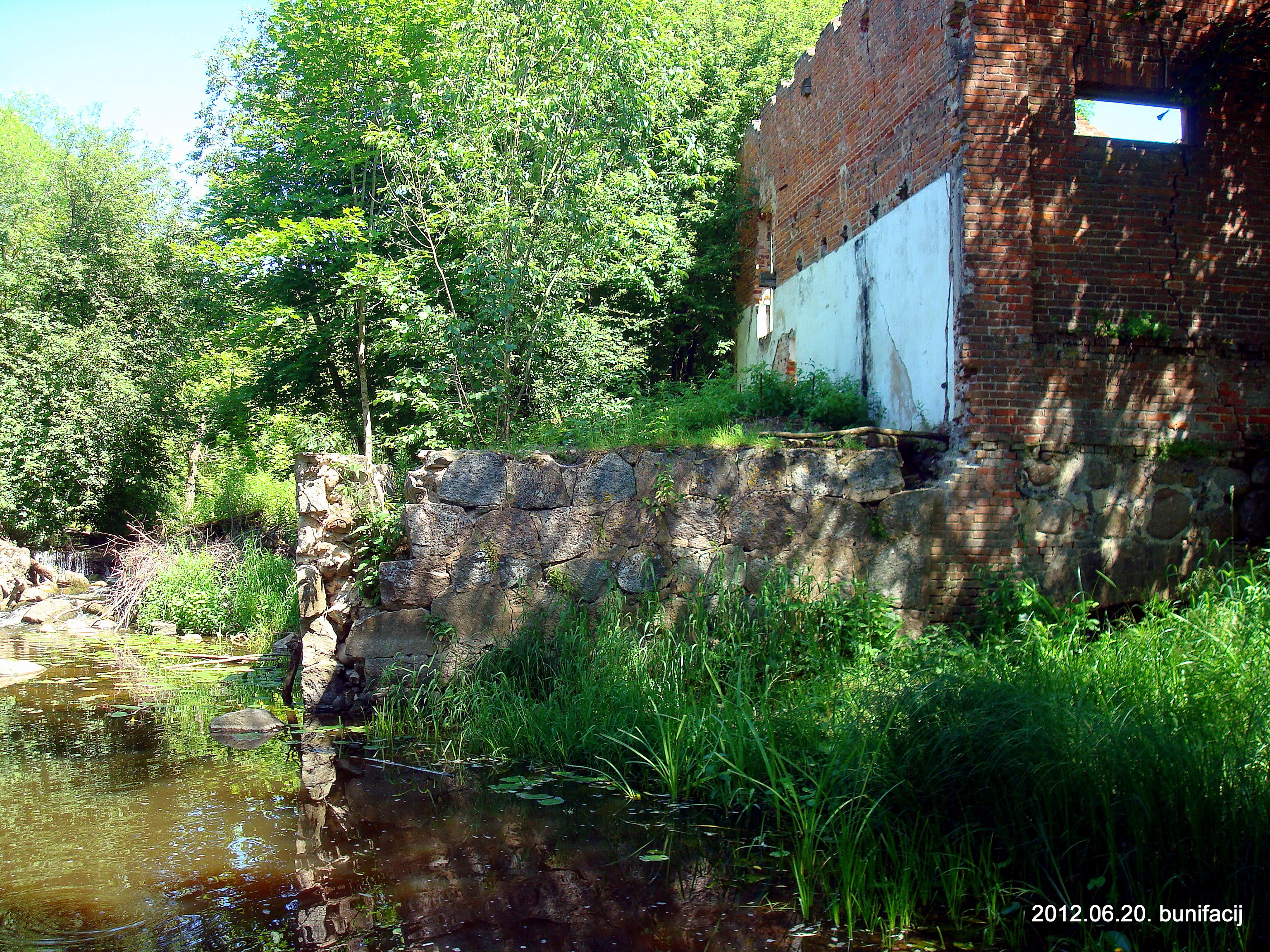
Dawny młyn (10)

Kuryłowicze (biał. Курылавічы; ros. Куриловичи) – wieś na Białorusi, w obwodzie witebskim, w rejonie miorskim, w sielsowiecie Jazno.

## Historia
W czasach zaborów w gminie Jazno, w powiecie dzisieńskim, w guberni wileńskiej Imperium Rosyjskiego. Pod koniec XIX wieku należała do kupca ryskiego Muraszowa.
W latach 1921–1945 folwark i młyn leżał w Polsce, w województwie wileńskim, w powiecie dziśnieńskim, w gminie Jazno.
Według Powszechnego Spisu Ludności z 1921 roku zamieszkiwało tu 99 osób, 1 była wyznania rzymskokatolickiego a 98 prawosławnego. Jednocześnie 95 mieszkańców  zadeklarowało białoruską przynależność narodową a 4 rosyjską. Było tu 8 budynków mieszkalnych. W 1931 w majątku Kuryłowicze w 7 domach zamieszkiwało 62 osoby. Wykaz miejscowości wymienia młyn Kuryłowicze . W jednym domu zamieszkiwało tu 9 osób.
Wierni należeli do parafii rzymskokatolickiej i prawosławnej w Jaźnie. Miejscowość podlegała pod Sąd Grodzki w Dziśnie i Okręgowy w Wilnie; właściwy urząd pocztowy mieścił się w Jaźnie.
W wyniku napaści ZSRR na Polskę we wrześniu 1939 miejscowość znalazła się pod okupacją sowiecką. 2 listopada została włączona do Białoruskiej SRR. Od czerwca 1941 roku pod okupacją niemiecką. W 1944 miejscowość została ponownie zajęta przez wojska sowieckie i włączona do obwodu witebskiego Białoruskiej SRR.
Od 1991 w składzie niepodległej Białorusi.